# アテナ・アルケゲテス門
アテナ・アルケゲテス門（ギリシア語: Πύλη της Αρχηγέτιδος Αθηνάς，英語: Gate of Athena Archegetis）はギリシャ アテネのローマ時代のアゴラの西側の門で、アテナイの守護神である女神アテーナーに捧げられたものである。ローマ時代のアゴラの中では風の塔に次いで保存状態の良い建造物である。
ペンテリ山（Penteli Mountain）産の大理石でできた4本のドーリア式円柱で支えられた門は、紀元前11年にガイウス・ユリウス・カエサルとアウグストゥスの寄進により建てられた。

## 現地へのアクセス
- アテネ地下鉄 モナスティラキ駅 から南へ約300m